# 特別任務
《特別任務》（英語：Special Mission）是澳門廣播電視有限公司製作的真人秀節目，共分為2季。第1季共23集，於2011年3月1日起逢星期五晚上21:30於澳視澳門台播出，並於澳廣視網站提供節目重溫。第2季共15集，於2013年2月1日起播出。本節目向觀眾介紹不同行業的實際工作情況，邀請各行各業人士介紹該行業的相關資訊，並透過訪問讓觀眾加深了解；主持人每集會執行一個「特別任務」，透過進行該行業的某些工種，親身體驗、暢談感受。

## 每集內容

### 第一季
| 集數 | 播映日期      | 主持人             | 挑戰       | 主題 |
| 1    | 2011年3月1日  | 鄭可琦（KARY）     | 烘焙業     | Kary製作菠蘿包及雞批 |
| 2    | 2011年3月8日  | 陳彥夫（阿夫）     | 裁縫業     | 阿夫親自製作蝶形領結 |
| 3    | 2011年3月15日 | 吳嘉偉（GARY）     | 花藝業     | Gary親手製作花束，售賣鮮花 |
| 4    | 2011年3月22日 | 黃卓漢（GEL GEL）  | 寵物美容業 | 基基親身幫狗沖涼、剪甲、梳毛 |
| 5    | 2011年3月29日 | 陳轉梅（Sugar）    | 手信業     | Sugar製作杏仁餅、鳳凰卷 |
| 6    | 2011年4月5日  | 凌永豪（Rico）     | 髮型業     | Rico親自為客人洗頭染髮 |
| 7    | 2011年4月12日 | 徐欣儀（Tracy）    | 雪糕製造業 | Tracy親手製作雪糕雪條 |
| 8    | 2011年4月18日 | 陳彥夫（阿夫）     | 凍肉批發業 | 阿夫親手處理燒烤燒豬 |
| 9    | 2011年4月26日 | 張碧影（Michelle） | 清潔滅蟲業 | Michelle親自打掃、洗廁所、滅蟑螂 |
| 10   | 2011年5月3日  | 鄭嘉盈（Rain）     | 製麵業     | Rain親身製作竹昇麵、水蟹粥 |
| 11   | 2011年5月10日 | 吳嘉偉（GARY）     | 中藥業     | Gary親手處理中藥藥材 |
| 12   | 2011年5月17日 | 伍家怡（Cherry）   | 咖啡業     | Cherry親手調製咖啡奶茶 |
| 13   | 2011年5月24日 | 陳鞍肵（Pinky）    | 酒店服務業 | Pinky親身整理酒店房間 |
| 14   | 2011年5月31日 | 陳彥夫（阿夫）     | 美容業     | 阿夫親自為客人按摩、美容 |
| 15   | 2011年6月7日  | 翁靄楊（Ocean）    | 中式餐飲業 | Ocean親手製作精美點心 |
| 16   | 2011年6月14日 | 黃偉麟（Nuno）     | 傢俬修復業 | Nuno親手修復中式傢俬 |
| 17   | 2011年6月21日 | 鄭嘉盈（Rain）     | 汽車美容業 | Rain親自為客人洗車打蠟 |
| 18   | 2011年6月28日 | 馬曼莉（Kyla）     | 電視廣播業 | Kyla親身投入節目製作的工作 |
| 19   | 2011年7月5日  | 張碧影（Michelle） | 農務業     | Michelle 親自下田耕田播種 |
| 20   | 2011年7月12日 | 陳鞍肵（Pinky）    | 鮮雞鮮肉業 | Pinky親自處理活雞鮮肉 |
| 21   | 2011年7月19日 | 鄭可琦（KARY）     | 日本飲食業 | Kary親身製作日本壽司 |
| 22   | 2011年7月26日 | 伍家怡（Cherry）   | 洗衣業     | Cherry親自乾洗外套，燙平恤衫西褲 |
| 23   | 2011年8月2日  | ／                 | ／         | 特別任務終極頒獎典禮 頒授六個終極大獎 獲獎列表 - 最「論盡」特務： 鄭可琦－日本飲食業 - 最受馬姐歡迎特務： 黃卓漢－寵物美容 - 武藝非凡特務：陳鞍肵－街巿小販 - 儀態萬千女特務：鄭嘉盈－製竹昇麵 - 最Chok爆男特務：吳嘉偉－花藝設計 - 亞太區終身成就苦命特務：張碧影－耕田、滅虫 |

## 外部連結
- 特別任務facebook專頁 （页面存档备份，存于）
- 特別任務節目重溫
- 特別任務最新消息
- 特別任務章節內容